# Adrien Dipanda
Adrien Dipanda (Dijon, 3 de maio de 1988) é um handebolista profissional francês, medalhista olímpico

## Carreira
Adrien Dipanda integrou a Seleção Francesa de Handebol no Rio 2016, conquistando a medalha de prata.